# Gryts skärgård

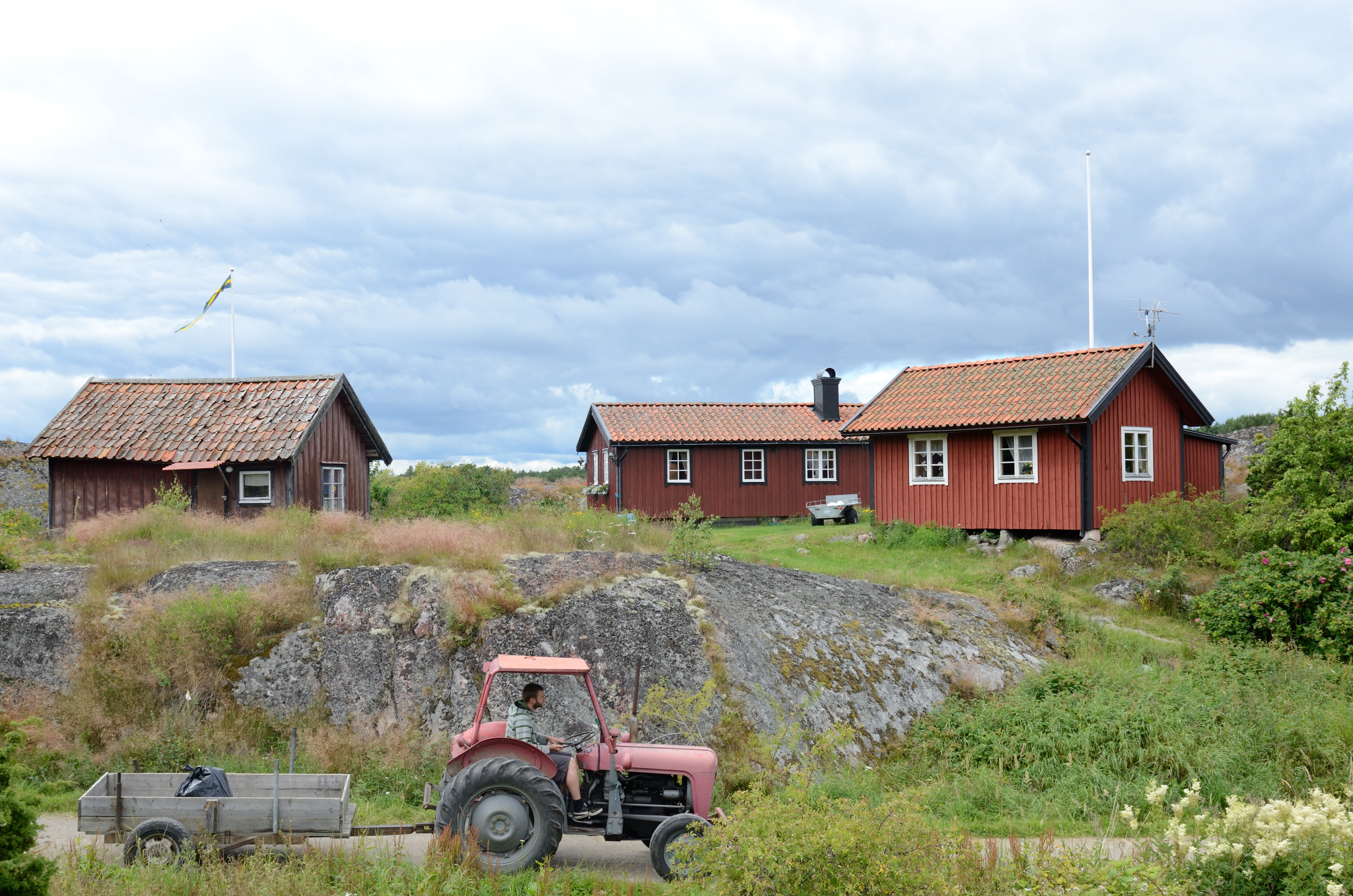
Harstena ligger i den norra skärgården.

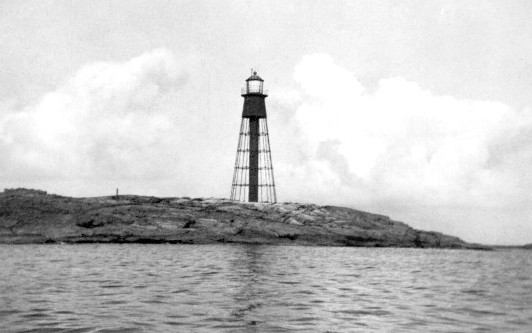
Häradskärs fyr, konstruerad av Gustav von Heidenstam.

Gryts skärgård är ett kustområde i Gryts socken i Hammarkinds härad i Östergötland.
I den norra delen av Gryts skärgård ligger bland annat öarna Harstena, Ämtö, Håskö och Gräsmarö. Längre söderut ligger ön Häradskär som är en känd fyrplats. Norr om Häradskär ligger ön Fångö, känd för de gamla koppargruvorna.
Gryts skärgård trafikeras året runt av Östgötatrafikens anropsstyrda kollektivtrafik linje 775 och 776
Gryts skärgård trafikeras sommartid dagligen av Skärgårdslinjens Gröna linje, från Fyrudden via Ämtö till Harstena.